# チケイラン
チケイラン（学名：Liparis plicata）は、ラン科クモキリソウ属の多年草の一種。

## 特徴
チケイランは、常緑広葉樹林内にある苔の生えた岩や樹木の上に生える。
偽鱗茎の長さは1～3cmで、長円錐形。
葉は狭長楕円形で、先端は鋭く尖っている。長さは10～20cm、幅は1.5～3cmとなっている。そして、やや硬い。
花は主に10月～12月の間に咲き、淡い黄緑色である。花序は総状花序で、3～15個の花が一か所に集まっている。花茎の長さは10～20cmほどで、少し斜めに傾いている。

## 分布
日本国内では主に四国、南九州、沖縄など、亜熱帯気候の地域に分布しており、日本国外では中国や台湾などに生えている。